# Juliette Figuier
Juliette Figuier, född Bouscaren den 4 februari 1827 i Montpellier, död den 6 december 1879 i Paris, var en fransk författarinna. Hon var hustru till Louis Figuier.
Figuier publicerade från 1858 i Revue des Deux Mondes resenoveller och slog sig i början av 1870-talet in på dramatiskt författarskap.